# Antitússico

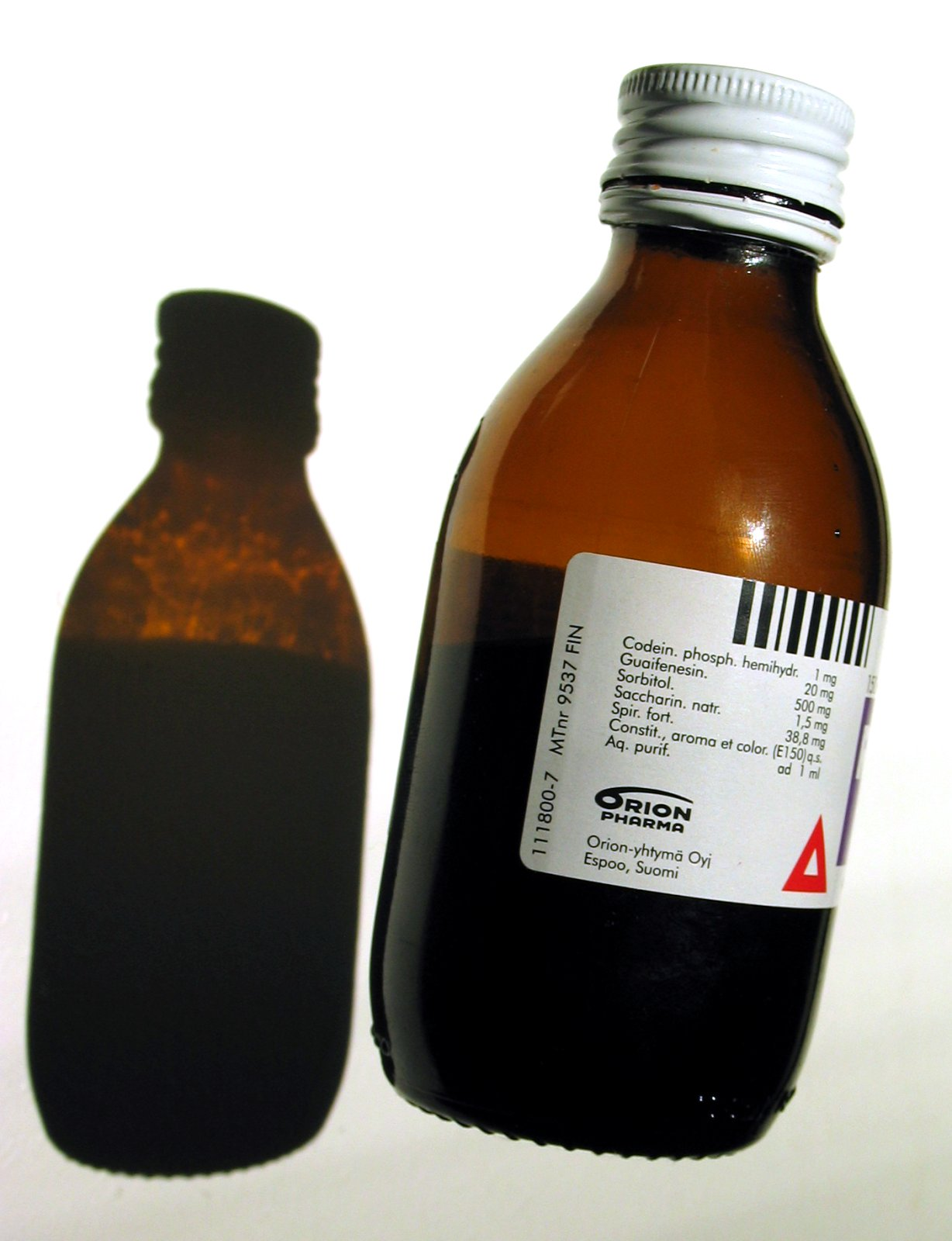
Xaropes contra a tosse frequentemente contém antitussígenos e expectorantes

Os antitússicos (português europeu) ou antitussígenos (português brasileiro)  são os fármacos utilizados no tratamento de reflexos da tosse. Diferem-se dos expectorantes, que atuam na secreção.

## Tosse
A tosse é um reflexo extremamente útil, pois permite limpar o tracto respiratório (laringe, traqueia e brônquios) de substâncias estranhas ou irritantes. Contudo, em algumas condições especificas, a tosse é um sintoma incómodo e doloroso, que é mais prejudicial que benéfico. É nessas situações que podem ser utilizados os antitússicos. Eles nunca devem ser usados em casos de expectoração útil, como na expulsão do pus causado pelas infecções bacterianas do pulmão ou brônquios, ou na pneumonia.

## Farmacologia
Os únicos antitússicos cuja acção foi claramente demonstrada em ensaios contra placebo são aqueles que suprimem o reflexo da tosse no seu centro neuronal no cérebro. Eles são analgésicos ou outras substâncias depressoras do sistema nervoso central que deprimem, em doses baixas, o centro da tosse sem afectar demasiadamente os outros núcleos neuronais. Outras mezinhas e infusões tradicionais não tiveram melhores resultados que placebo.

## Usos clínicos
- Apesar de estarem comercializados em preparações para uso em constipação/resfriado virais, eles são apenas um tratamento sintomático que até pode prejudicar a convalescência ao impedir a expulsão do muco rico em vírus. São mais eficazes na tosse seca. Não devem ser usados em infecções bacterianas.
- Cancro do pulmão com tosse dolorosa e contínua.
- Inflamação da pleura.
- Inibição da tosse seca devido à tomada de anti-hipertensivos do grupo IECA.

## Fármacos usados mais frequentemente
- Codeína: um opióide fraco e quase sem efeitos analgésicos (nas concentrações usadas para a obtenção do efeito antitússico). Efeitos adversos incluem obstipação.
- Dextrometorfano: narcótico com as mesmas indicações e efeitos similares à codeína.
- Folcodina: opióide não analgésico. Pode causar obstipação.